# Passfälscherskandal
Der Passfälscherskandal war ein Skandal um ausländische Eishockeyspieler mit gefälschten deutschen Pässen, der in der Saison 1980/81 der Eishockey-Bundesliga aufgedeckt wurde.

## Vorgeschichte
Bereits Mitte der 1970er Jahre hatten sich die Vereine der Eishockey-Bundesliga in zunehmendem Maße mit Ausländern verstärkt. Diese Tatsache, im Zusammenhang mit der Zunahme der Kunsteisbahnen in Deutschland, hatte den klimabedingten Standortvorteil der bayerischen Vereine beseitigt, deren Dominanz endete.
Mit dem zunehmenden Konkurrenzkampf in der Liga stiegen auch die Ablösesummen und Jahresgagen stark an. So waren Vereine wie der SB Rosenheim und Krefelder EV bereits Konkurs gegangen. Andere Vereine versuchten ihre Spieler auf anderen Wegen zu finanzieren.
Um die Gehälter gering zu halten, bedienten sich die Vereine zunehmend im Ausland. Diese Entwicklung nahm allerdings überhand, sodass die Zahl der Ausländer pro Mannschaft und pro Spiel seitens des Deutschen Eishockey-Bundes begrenzt wurde.
Um diese Regelung zu umgehen und eine kostengünstige sowie bundesligataugliche Mannschaft aufzustellen, entschied sich der Trainer des Mannheimer ERC, Heinz Weisenbach, einen neuen Weg einzuschlagen. Weisenbach flog nach Toronto, um dort deutschstämmige Spieler zu finden, die als Deutsche in der Bundesliga spielen durften. Sechs Wochen verbrachte der Trainer in Übersee und brachte insgesamt zwölf Spieler und zahlreiche Kontakte mit. Sechs der Spieler verpflichtete der MERC später, darunter Harold Kreis, Manfred Wolf, Roy Roedger und Peter Ascherl. Die anderen Vereine versuchten daraufhin diese Regelung ebenfalls zu umgehen, indem sie deutschstämmige Spieler im Ausland, insbesondere in Kanada und den Vereinigten Staaten, ausfindig machten und ihnen die deutsche Staatsbürgerschaft vermittelten, was aufgrund ihrer deutschen Abstammung begünstigt wurde. Insgesamt füllten die Vereine der ersten und zweiten Liga ihre Kader mit 77 Spielern aus Nordamerika auf.

## Auswirkungen
Durch die nordamerikanischen Spieler wurde die Spielstärke in der Bundesliga deutlich angehoben. Als das Reservoir für derartige Spieler erschöpft war, griffen einige Vereine zu illegalen Methoden, indem sie nordamerikanische Spieler mit gefälschten deutschen Pässen verpflichteten. Ob dabei die betroffenen Vereine, wie sie teilweise behaupteten, nichts mit den Passfälschungen zu tun hatten, oder ob sie nur davon wussten und sie dann tolerierten, oder ob sie aktiv an den Fälschungen beteiligt waren, konnte nie abschließend geklärt werden. Sie hatten aber nichtspielberechtigte Spieler eingesetzt, die unter falschen Voraussetzungen ihre Spielberechtigungen erhalten hatten.
Im Mai 1980 hatte das deutsche Generalkonsulat in Edmonton den DEB auf Unstimmigkeiten bei der Passvergabe an Eishockeyspieler hingewiesen. Insgesamt standen rund 60 Spieler unter dem Verdacht, die deutsche Staatsbürgerschaft durch Betrug erschlichen zu haben. Als Reaktion darauf reichte der DEB die fraglichen Pässe zur Nachprüfung an das Auswärtige Amt weiter.

## Aufdeckung des Skandals
Nach der Prüfung wurde bekannt, dass die Spielgenehmigungen für insgesamt 19 Spieler nicht zulässig waren. Insbesondere zwei Bundesligamannschaften waren von diesem Skandal betroffen, zum einen der Duisburger SC und zum anderen der Kölner EC.
Fünf der 19 betroffenen Spieler standen beim Duisburger SC unter Vertrag. Damit die Meisterschaftsrunde fortgeführt werden konnte, entschieden sich die DEB-Funktionäre, die Duisburger, die dem Konkurs nahe waren, bei jedem Auswärtsspiel mit 5.000 Mark zu subventionieren. Wenig später gestand der Duisburger Manager Fritz Hesselmann die Passfälschungen ein und trat von seinem Amt zurück. Daraufhin verweigerten einige Gönner des DEB, die Betrügereien nachträglich zu belohnen. Dies führte dazu, dass die Rheinländer zu zwei Spielen nicht antraten.
Im Februar 1981 entschied das DEB-Sportgericht über die Bestrafungen für die beiden Teams aus Duisburg und Köln. Für beide Klubs wurden alle Spiele mit Beteiligung von Spielern mit gefälschten Pässen mit 0:2 Punkten und 0:5 Toren als verloren gewertet und die Punkte den jeweiligen Gegnern zugesprochen. Der Schiedsspruch zum Punktabzug war nach Abschluss der ersten Runde der Play-offs gesprochen worden, an der auch die Kölner teilgenommen hatten. So musste die Runde ohne Kölner Beteiligung komplett wiederholt werden, da stattdessen der EV Füssen nachrückte. Ebenso begann auch die Abstiegsrunde von neuem, an der die Kölner nun teilnahmen.
Schlussendlich wurden dem Duisburger SC 17 Punkte abgezogen, was den sicheren Abstieg bedeutete, denn nach dem Inkrafttreten der Spielersperren konnte die dezimierte Mannschaft nur noch einen Sieg in der Vorrunde verbuchen und schloss die Saison mit zwei Punkten auf der Habenseite ab. Der Kölner EC hatte bereits Mitte der Saison auf die Sperren reagiert, indem er die verdächtigten Spieler entlassen hatte. Dennoch wurden auch den Kölnern 22 Punkte abgezogen. Der Kölner EC rutschte von einem Tabellenplatz unter den ersten drei in die Abstiegsrunde ab und schaffte später in der Abstiegsrunde den Klassenverbleib. Auch dem EV Landshut waren zwei Punkte abgezogen worden, woraufhin der Präsident des Klubs und Vorsitzende des Bundesliga-Ausschusses Rudolf Gandorfer zurücktrat. Die Spielwertung der Partie vom ersten Spieltag beim Berliner SC, die Landshut mit 6:1 gewonnen hatte, nun aber mit einem 5:0-Sieg für Berlin in die Wertung einging, stand allerdings nicht im Zusammenhang mit dem Passfälscherskandal. Die Spielerpässe für zwei Spieler waren abgelaufen und hätten formal verlängert werden müssen.
Die anderen Teams, die nicht spielberechtigte Akteure eingesetzt hatten, blieben straffrei, da ihren Funktionären keine Fälschungen nachgewiesen worden waren.

## Ablauf der Punktabzüge
Die Spielwertungen und sich daraus ergebenden Punktabzüge gegen den Duisburger SC erfolgten bereits zum Ende der regulären Saison, also der Punktrunde, sodass sich daraus eine Play-off-Reihenfolge ergab.
Hätte es gar keine Punktabzüge gegeben, wäre die Saison in folgender Reihenfolge beendet worden: 1. SC Riessersee (67 Punkte), 2. Kölner EC (58), 3. Düsseldorfer EG (56), 4. Mannheimer ERC (53), 5. SB DJK Rosenheim (46), 6. Berliner SC (46), 7. EV Landshut (45), 8. ESV Kaufbeuren (40), 9. EV Füssen (36), 10. VfL Bad Nauheim (35), 11. EHC 70 München (27), 12. Duisburger SC (19).
Nach den Punktabzügen gegen den Duisburger SC ergab sich zum Ende der Hauptrunde folgendes Tabellenbild: 1. SC Riessersee (68 Punkte), 2. Düsseldorfer EG (59), 3. Kölner EC (58), 4. Mannheimer ERC (53), 5. Berliner SC (48), 6. EV Landshut (47), 7. SB DJK Rosenheim (46), 8. ESV Kaufbeuren (42), 9. EV Füssen (39), 10. VfL Bad Nauheim (37), 11. EHC 70 München (30), 12. Duisburger SC (2).
Auf Basis dieser Tabelle kam es zu den folgenden Play-off-Paarungen (Best of Three): SC Riessersee - ESV Kaufbeuren, Düsseldorfer EG - SB DJK Rosenheim, Kölner EC - EV Landshut, Mannheimer ERC - Berliner SC.
Nachdem bereits zwei Play-off-Spieltage absolviert worden waren, erfolgte das Urteil gegen den Kölner EC durch die Sportgerichtsbarkeit des Deutschen Eishockey-Bundes. Hierbei wurden nun auch die Spiele gegen Köln und damit für den jeweiligen Gegner mit 5:0 gewertet, in denen der KEC die betreffenden Spieler eingesetzt hatte. Hierbei ergab sich die Kuriosität, dass sich der Duisburger SC und der Kölner EC am 5. Oktober 1980 gegenübergestanden haben. Diese Partie, die Köln mit 9:2 gewonnen hatte, wurde nun für beide Mannschaften mit 0:5 Toren und 0:2 Punkten als verloren gewertet.
Damit ergab sich folgende offizielle Abschlusstabelle für die Hauptrunde: 1. SC Riessersee (68 Punkte), 2. Düsseldorfer EG (61), 3. Mannheimer ERC (55), 4. Berliner SC (52), 5. EV Landshut (51), 6. SB DJK Rosenheim (50), 7. ESV Kaufbeuren (42), 8. EV Füssen (40), 9. VfL Bad Nauheim (39), 10. Kölner EC (36), 11. EHC 70 München (30), 12. Duisburger SC (2).
Die begonnenen Play-offs wurden daraufhin annulliert und mit den sich aus der offiziellen Abschlusstabelle ergebenden Paarungen komplett neu angesetzt: SC Riessersee - EV Füssen, Düsseldorfer EG - ESV Kaufbeuren, Mannheimer ERC - SB DJK Rosenheim, Berliner SC - EV Landshut.
Der EV Füssen, der durch die Spielwertungen in die Play-offs aufrückte, hatte in der Abstiegsrunde die Partien gegen Bad Nauheim (10:8) und in Duisburg (5:5) bereits ausgetragen. Diese beiden Spiele wurden annulliert und mit dem Kölner EC neu angesetzt.

## Die gewerteten Spiele
Alle Spiele mit Beteiligung des Duisburger SC und des Kölner EC, an denen die betreffenden Spieler mitgewirkt hatten, wurden mit 5:0 Toren und 2:0 Punkten für den jeweiligen Gegner gewertet. Lediglich die Spiele, die der jeweilige Gegner mit mehr als fünf Toren und damit höher als mit dem offiziellen Wertungsergebnis gewonnen hatte, blieben mit ihrem ursprünglichen Ergebnis in der Wertung. Spiele, die der Gegner zwar gewonnen hatte, aber mit weniger als fünf Toren Unterschied, wurden in ein 5:0 umgewertet.
Gegen den Duisburger SC (um)gewertete Spiele:
DSC – ESV Kaufbeuren 3:4 → 0:5

EV Landshut – DSC 8:5 → 5:0

DSC – Düsseldorfer EG 7:6 → 0:5

SC Riessersee – DSC 7:3 → 5:0

DSC – EHC 70 München 3:2 → 0:5

DSC – VfL Bad Nauheim 10:4 → 0:5

Berliner SC – DSC 6:2 → 5:0

SB DJK Rosenheim – DSC 5:2 → 5:0

DSC – Kölner EC 2:9 → für beide 0:5 gewertet

DSC – EV Füssen 5:2 → 0:5

ESV Kaufbeuren – DSC 4:2 → 5:0

Düsseldorfer EG – DSC 5:5 → 5:0

DSC – Mannheimer ERC 4:5 → 0:5

DSC – SC Riessersee 2:2 → 0:5

EHC 70 München – DSC 3:3 → 5:0

EV Füssen – DSC 7:4 → 5:0

DSC – EV Landshut 6:2 → 0:5

DSC – Berliner SC 4:2 → 0:5

DSC – ESV Kaufbeuren 9:8 → 0:5
Gegen den Kölner EC (um)gewertete Spiele:
KEC – EV Landshut 6:2 → 0:5

SB DJK Rosenheim – KEC 3:5 → 5:0

KEC – VfL Bad Nauheim 9:4 → 0:5

Berliner SC – KEC 2:4 → 5:0

EHC 70 München – KEC 3:1 → 5:0

KEC – Mannheimer ERC 5:3 → 0:5

Duisburger SC – KEC 2:9 → für beide 0:5 gewertet

KEC – Düsseldorfer EG 5:1 → 0:5

EV Füssen – KEC 3:4 → 5:0

EV Landshut – KEC 2:4 → 5:0

KEC – SB DJK Rosenheim 7:6 → 0:5

VfL Bad Nauheim – KEC 2:1 → 5:0

KEC – Berliner SC 10:6 → 0:5

## 2. Bundesliga
In der 2. Bundesliga wurden dem EHC Essen, der die Tabelle lange Zeit angeführt hatte, ebenfalls zahlreiche Punkte abgezogen, sodass der Verein letztlich sogar sportlich aus der 2. Liga abstieg, dann aber als Nachrücker in ihr verbleiben konnte.